# Yoshinobu Miyake
Yoshinobu Miyake (三宅 義信, Miyake Yoshinobu, né le 24 novembre 1939 à Murata) est un haltérophile japonais. Il est le frère de l'haltérophile Yoshiyuki Miyake et l'oncle de Hiromi Miyake.

## Palmarès

### Jeux olympiques
- Rome 1960
  -  Médaille de bronze en moins de 56 kg.
- Tokyo 1964
  -  Médaille d'or en moins de 60 kg.
- Mexico 1968
  -  Médaille d'or en moins de 60 kg.

### Championnats du monde
- Vienne 1961
  -  Médaille de bronze en moins de 56 kg.
- Budapest 1962
  -  Médaille d'or en moins de 56 kg.
- Stockholm 1963
  -  Médaille d'or en moins de 60 kg.
- Tokyo 1964
  -  Médaille d'or en moins de 60 kg.
- Téhéran 1965
  -  Médaille d'or en moins de 60 kg.
- Berlin 1966
  -  Médaille d'or en moins de 60 kg.
- Mexico 1968
  -  Médaille d'or en moins de 60 kg.

### Jeux asiatiques
- Bangkok 1966
  -  Médaille d'or en moins de 60 kg.